# Sergei Andrejewitsch Afanassjew

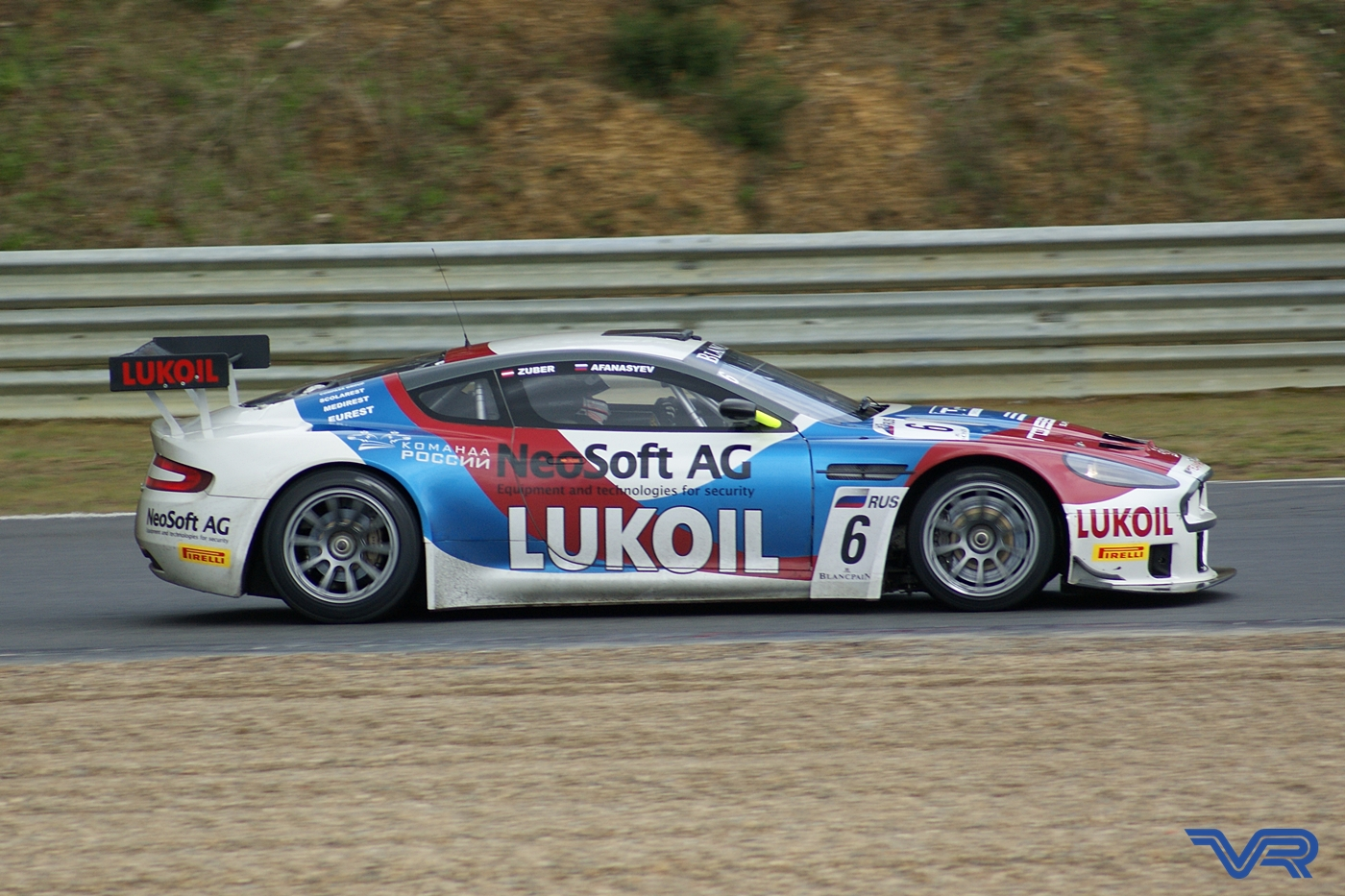
Der von Sergei Andrejewitsch Afanassjew in der FIA-GT1-Weltmeisterschaft 2012 gefahrene Aston Martin DBRS9

Sergei Andrejewitsch Afanassjew, auch Sergey Afanasiev, (russisch Сергей Андреевич Афанасьев; * 23. März 1988 in Moskau) ist ein ehemaliger russischer Automobilrennfahrer. Er trat 2015 in der TCR International Series an.

## Karriere
Afanassjew begann 1998 im Kartsport, den er bis 2003 ausübte. 2003 wechselte er in den Formelsport und wurde Vierter in der Formel Russia. Ein Jahr später gewann er diese Serie. 2004 startete er in der italienischen Formel Renault Monza. 2005 wechselte Afanassjew in die deutsche Formel Renault, in der er den zehnten Gesamtrang belegte. Darüber hinaus startete er im Formel Renault 2.0 Eurocup. 2006 ging Afanassjew in der nordeuropäischen Formel Renault, in der den achten Gesamtrang belegte, und in der Schweizer Formel Renault, in der er Vizemeister wurde, an den Start. 2007 wechselte er in die Formel-3-Euroserie, in der er mit weniger Erfolg unterwegs war und keine Punkte einfuhr.
2008 wechselte Afanassjew in die Internationale Formel Master zum italienischen Rennstall JD Motorsport. Mit einem Sieg belegte er in der Gesamtwertung den achten Gesamtrang. Außerdem startete er bei sechs Rennen der Formel Renault 3.5, bei denen er keine Punkte erzielen konnte. Nachdem er im Dezember 2008 an DTM-Testfahrten für Futurecom TME teilgenommen hatte, bestritt Afanassjew 2009 für JD Motorsport seine zweite Saison in der Internationalen Formel Master. Es zeichnete sich früh ab, dass kein Fahrer mit dem späteren Meister Fabio Leimer mithalten konnte. Mit einem Sieg und weiteren acht Podest-Platzierungen bei 16 Rennen sicherte sich Afanassjew den Vizemeistertitel der internationalen Formel Master.
2010 wechselte Afanassjew in die Formel 2. Als bester Pilot, der kein Rennen gewann, beendete er die Saison dank regelmäßiger Punkteplatzierungen auf dem dritten Gesamtrang. Für die Saison 2011 erhielt Afanassjew einen Auto-GP-Vertrag bei DAMS, dem Meisterteam aus der vorherigen Saison. An der Veranstaltung im britischen Donington konnte Afanassjew nicht teilnehmen, da er kein Visum erhalten hatte. Mit drei Siegen war er am Saisonende der Pilot mit den meisten Siegen. Dennoch reichte es in der Meisterschaft nur für den dritten Platz.
2012 wechselte Afanassjew in den GT-Sport in die FIA-GT1-Weltmeisterschaft und startete für das von LMP Motorsport betreute Valmon Racing Team Russia. Sein Rennstall zog sich nach dem dritten Rennwochenende aus der Serie zurück. Afanassjew nahm 2012 außerdem an je zwei Rennen der FIA-GT3-Europameisterschaft und der ADAC GT Masters teil. 2013 erhielt Afanassjew bei HTP Motorsport ein Cockpit für die FIA-GT-Serie, der Nachfolgeserie der FIA-GT1-Weltmeisterschaft. Er trat zusammen mit Andreas Simonsen an. Die beiden entschieden ein Rennen für sich und gewannen siebenmal in der Pro-Am-Wertung. Afanassjew und Simonsen beendeten die Saison auf dem ersten Platz der Pro-Am-Wertung. Darüber hinaus traten Afanassjew und Simonsen zu den ersten sieben Rennen der ADAC GT Masters 2013 an für das von HTP betreute Team Polarweiss Racing an. Mit einer Podest-Platzierung wurden sie 14. in der Fahrerwertung. Außerdem fuhr Afanassjew ein Rennen in der Blancpain Endurance Series. 2014 startete Afanassjew für HPT Motorsport sowohl in der Blancpain Endurance Series, als auch in der Blancpain Sprint Series – wie die FIA-GT-Serie ab diesem Jahr hieß. In beiden Serien war Stef Dusseldorp sein Teamkollege. In der Blancpain Endurance Series hatten die beiden wechselnde dritte Teamkollegen. In der Blancpain Sprint Series 2014 wurden Afanassjew und Dusseldorp Zehnter, in der Blancpain Endurance Series 2014 erreichten sie mit zwei Podest-Platzierungen den fünften Platz im Pro Cup.
2015 wechselte Afanassjew in den Tourenwagensport zum Team Craft-Bamboo LUKOIL in die TCR International Series. Mit einem zweiten Platz als bestem Ergebnis beendete er die Saison auf dem siebten Gesamtrang.

## Statistik

### Karrierestationen
| - 2003: Formel Russia (Platz 4) - 2004: Formel Russia (Meister) - 2004: Italienische Formel Renault Monza (Platz 13) - 2005: Deutsche Formel Renault (Platz 10) - 2005: Formel Renault 2.0 Eurocup (Platz 24) - 2006: Schweizer Formel Renault (Platz 2) - 2006: Nordeuropäische Formel Renault (Platz 8) - 2007: Formel-3-Euroserie | - 2008: Internationale Formel Master (Platz 8) - 2008: Formel Renault 3.5 (Platz 34) - 2009: Internationale Formel Master (Platz 2) - 2010: Formel 2 (Platz 3) - 2011: Auto GP (Platz 3) - 2012: FIA-GT1-Weltmeisterschaft - 2012: FIA-GT3-Europameisterschaft (Platz 16) - 2012: ADAC GT Masters | - 2013: FIA-GT-Serie, Pro-Am (Meister) - 2013: ADAC GT Masters (Platz 14) - 2014: Blancpain Endurance Series, Pro-Am - 2014: Blancpain Sprint Series (Platz 10) - 2014: Blancpain Endurance Series, Pro (Platz 5) - 2015: TCR International Series (Platz 7) |

### Einzelergebnisse in der TCR International Series
| Jahr | Team                     | 1   | 2   | 3   | 4   | 5   | 6   | 7   | 8   | 9   | 10  | 11  | 12  | 13  | 14  | 15  | 16  | 17  | 18  | 19  | 20  | 21  | 22  | Punkte | Rang |
| ---- | ------------------------ | --- | --- | --- | --- | --- | --- | --- | --- | --- | --- | --- | --- | --- | --- | --- | --- | --- | --- | --- | --- | --- | --- | ------ | ---- |
| 2015 | Team Craft-Bamboo LUKOIL | SEP | SEP | SHA | SHA | VAL | VAL | POR | POR | MNZ | MNZ | SAL | SAL | SOC | SOC | SPI | SPI | SIN | SIN | BUR | BUR | MAC | MAC | 134    | 7.   |
| 2015 | Team Craft-Bamboo LUKOIL | 3   | DNF | 10  | 11  | 25  | 9   | 11  | DNF | 114 | DNS | 8   | 4   | 5   | 4   | 65  | 4   | 54  | 18* | 34  | 7   | 10  | DNF | 134    | 7.   |